# Liste der Biografien/Zat
Liste der Biografien |
Portal Biografien |
Personensuche
# |
A |
B |
C |
D |
E |
F |
G |
H |
I |
J |
K |
L |
M |
N |
O |
P |
Q |
R |
S |
T |
U |
V |
W |
X |
Y |
Z |
?
 
Za |
Zb |
Zc |
Zd |
Ze |
Zf |
Zg |
Zh |
Zi |
Zj |
Zk |
Zl |
Zm |
Zn |
Zo |
Zr |
Zs |
Zu |
Zv |
Zw |
Zy |
Zz
 
Zaa |
Zab |
Zac |
Zad |
Zae |
Zaf |
Zag |
Zah |
Zai |
Zaj |
Zak |
Zal |
Zam |
Zan |
Zao |
Zap |
Zaq |
Zar |
Zas |
Zat |
Zau |
Zav |
Zaw |
Zax |
Zay |
Zaz
Die Liste der Biografien führt alle Personen auf, die in der deutschsprachigen Wikipedia einen Artikel haben. Dieses ist eine Teilliste mit 34 Einträgen von Personen, deren Namen mit den Buchstaben „Zat“ beginnt.

## Zat

### Zata
- Zatara, Imad (* 1984), palästinensisch-schwedischer Fußballspieler

### Zate
- Zateli, Zyranna (* 1951), griechische Schriftstellerin
- Zatelli, Mario (1912–2004), marokkanisch-französischer Fußballspieler und -trainer
- Zatewitsch, Alexei Wladimirowitsch (1989–2024), russischer Radrennfahrer

### Zath
- Zathureczky, Ede (1903–1959), ungarischer Violinvirtuose und Musikpädagoge

### Zatk
- Zátka, August (1847–1935), österreichisch-böhmisch-tschechischer Unternehmer und Politiker
- Zatko, Juraj (* 1987), slowakischer Volleyballspieler
- Zatkoff, Jeff (* 1987), US-amerikanischer Eishockeytorwart
- Zatkoff, Roger (1931–2021), US-amerikanischer American-Football-Spieler
- Zátková, Růžena (1885–1923), tschechische Malerin und Bildhauerin des Futurismus
- Zatkovič, Evá (* 2001), slowenische Volleyballspielerin

### Zatl
- Zatl, Nils (* 1992), österreichischer Fußballspieler
- Zatlers, Valdis (* 1955), lettischer Staatspräsident
- Zatlokal, Gerhard (* 1960), österreichischer Politiker (SPÖ)
- Zatlyn, Michelle (* 1979), US-amerikanische Unternehmerin und Chief Operating Officer des Cybersicherheitsunternehmens Cloudflare

### Zato
- Zatonskih, Anna (* 1978), ukrainische Schachspielerin
- Zátopek, Alois (1907–1985), tschechoslowakischer Geophysiker und Pionier der Seismologie in der Tschechoslowakei
- Zátopek, Emil (1922–2000), tschechoslowakischer LeichtathletEmil Zátopek (1922–2000)

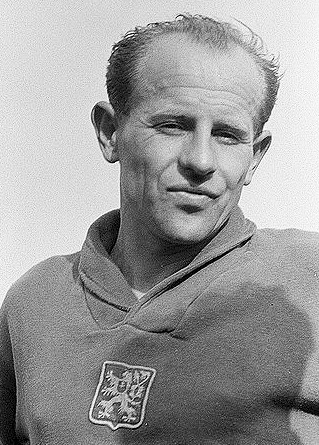
Emil Zátopek (1922–2000)

- Zatopek, Helmut (1932–2016), deutscher Fußballspieler
- Zátopková, Dana (1922–2020), tschechoslowakische Leichtathletin
- Zatorre, Robert (* 1955), Neurowissenschaftler
- Zatorski, Walther von (1894–1981), deutscher Kapitän
- Zatow, Johannes, Titularbischof von Christopolis, Weihbischof im Bistum Schwerin
- Zatox (* 1975), italienischer Hardstyle-DJ und Produzent

### Zats
- Zatschek, Heinz (1901–1965), österreichischer Historiker, Mediävist, Diplomatiker und Hochschullehrer
- Zatschewa, Zezka (* 1958), bulgarische Juristin und Politikerin

### Zatt
- Zattera, Antônio (1899–1987), brasilianischer Geistlicher, Bischof von Pelotas
- Zatti, Artemide (1880–1951), Salesianer Don Boscos und Missionar in Argentinien, Heiliger
- Zattler, Franz Xaver (1833–1907), deutscher Kirchenmaler
- Zattoni, Andrea (* 1987), italienischer Skilangläufer und Biathlontrainer

### Zatu
- Zaturenska, Marya (1902–1982), amerikanische Autorin

### Zatz
- Zatz, Mayana (* 1947), brasilianische Molekularbiologin und Genetikerin
- Zatzka, Hans (1859–1945), österreichischer Maler
- Zatzka, Ludwig (1857–1925), österreichischer Architekt